# NGC 836
NGC 836 é uma galáxia espiral (S0-a) localizada na direcção da constelação de Cetus. Possui uma declinação de -22° 03' 18" e uma ascensão recta de 2 horas, 10 minutos e 24,8 segundos.
A galáxia NGC 836 foi descoberta em 1886 por Frank Müller.